# 行政局 (日本)
行政局（日语：／ Gyōsei kyoku */?）是，自治省被設置的內部部局。現在是總務省自治行政局。

## 概要
進行著地方公共團體的制度，國和地方公共團體的關係的應有的樣子，選舉制度・政治資金制度的企劃・立案等。

## 組織
- 行政課
- 振興課
- 行政體制整備室
- 公務員部
  - 公務員課
  - 薪水課
  - 福利課
- 選舉部
  - 選舉課
  - 管理課
  - 政治資金課
  - 收支公開室
  - 政黨補助室

## 局長
| 姓名       | 就任年月日     |
| ---------- | -------------- |
| 藤井貞夫   | 1957年8月1日   |
| 佐久間疆   | 1961年11月24日 |
| 長野士郎   | 1966年7月1日   |
| 宮澤弘     | 1969年10月3日  |
| 皆川迪夫   | 1972年6月20日  |
| 林忠雄     | 1972年12月26日 |
| 山本悟     | 1976年6月11日  |
| 近藤隆之   | 1977年7月26日  |
| 柳沢長治   | 1978年9月1日   |
| 砂子田隆   | 1979年10月15日 |
| 大林勝臣   | 1982年7月9日   |
| 木村仁     | 1987年9月21日  |
| 森繁一     | 1989年7月10日  |
| 淺野大三郎 | 1990年7月2日   |
| 紀內隆宏   | 1991年10月15日 |
| 吉田弘正   | 1993年7月1日   |
| 松本英昭   | 1995年8月1日   |
| 鈴木正明   | 1998年1月6日   |
| 中川浩明   | 1999年8月14日  |

## 備註
1. ↑  行政局 网站时光机 2001年7月22日 自治省